# Playing It Cool
Playing It Cool è un film del 2014 diretto da Justin Reardon e scritto da Chris Shafer e Paul Vicknair. Tra i protagonisti del film vi sono Chris Evans, Michelle Monaghan, Anthony Mackie e Aubrey Plaza.

## Trama
Il narratore è uno scrittore e vuole scrivere un libro, ma il suo editore Bryan vuole incitarlo a scrivere una storia d'amore. Il problema è che il narratore non crede nell'amore. Ma quando incontra una ragazza, si innamora di lei, per poi scoprire che è già fidanzata.